# سید طیب جزایری

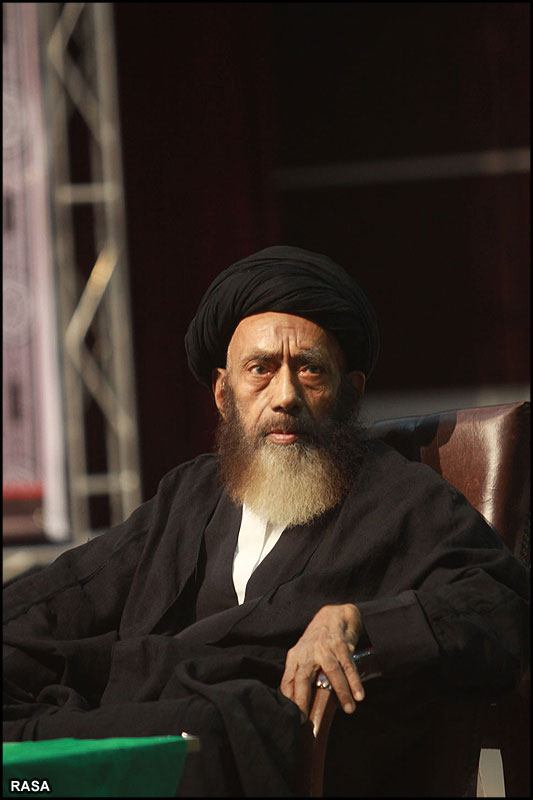
سید طیب جزایری

سید طیب موسوی جزایری لکهنوی در سال ۱۳۴۴ هجری قمری (۱۳۰۴ هجری شمسی)، در شهر لکنهو هندوستان به دنیا آمد. نسب وی با شش واسطه به محدث معروف تشیع سید نعمت‌الله جزایری و همچنین با نوزده واسطه به امام موسی کاظم می‌رسد؛ پدر او با نام سید محمد علی جزایری لکهنوی و عموی وی، سید احمد علی جزایری لکهنوی، از علما و مجتهدین لکهنو، و از سادات شوشتر به شمار می‌آمدند.
تسلط بر منابع مختلف فرق اسلامی در مناظرات سبب شد تا وی در زمان کوتاهی به عنوان یکی از علمای معروف شیعه در هند و به خصوص پاکستان شناخته شود. از سوی دیگر، وی به سبب تلاش‌هایش برای احیای آثار سید نعمت‌الله جزایری و ایجاد شبکه علمی هم‌افزا از فرزندان و اولاد او دارای شهرت است. او همچنین شاگردان بسیاری را تربیت کرد که از آن جمله می‌توان به سید عارف حسین الحسینی، رهبر شیعیان پاکستان اشاره کرد. سید طیب جزایری به سبب اثر شناخته شده اش البراهین الاثنی عشر علی وجود الامام الثانی عشر ‌ که از سوی مرکز تخصصی مهدویت به عنوان یکی از منابع سیر مطالعاتی ادله عقلی اثبات وجود حجت بن الحسن معرفی شده است، دارای شهرت است. وی در این کتاب با اتکا به ادله مختلف، از جمله دلایل عقلی، استناد به کتب سایر ادیان، و استناد به قران، وجود حجت بن الحسن را به اثبات رسانده است. اثر مذکور به سه زبان فارسی، اردو و انگلیسی نیز منتشر شده است.
شخصیت سید طیب جزایری در فروردین سال ۱۳۹۴ هجری شمسی از سوی آستان حسینی مورد تقدیر و تجلیل واقع شد. ‌وی همچنین به سبب احیای برخی از آثار مهم شیعی مانند تفسیر ابوالحسن علی بن‌ابراهیم بن هاشم قمی‌ دارای شهرت است. این تفسیر در سال ۱۳۸۹ هجری قمری توسط وی تصحیح و به چاپ رسیده است. او با جمع‌آوری بخش‌های مختلف نسخ خطی این کتاب ‌که به صورت پراکنده و در معرض نابودی قرار داشت‌ موفق به گردآوری، تصحیح و تعلیق آن شده و مورد تشویق مراجع نجف، از جمله آیت الله محسن حکیم قرار گرفت. لازم است ذکر شود که این اثر، یکی از منابع مهم تفسیر روایی برای دیگر کتاب‌های تفسیری تلقی شده است.

وی همچنین از دهه ۵۰ شمسی تلاش‌های گسترده‌ای را به منظور احیای مقبره سید نعمت‌الله جزایری - واقع در پلدختر - آغاز کرد.

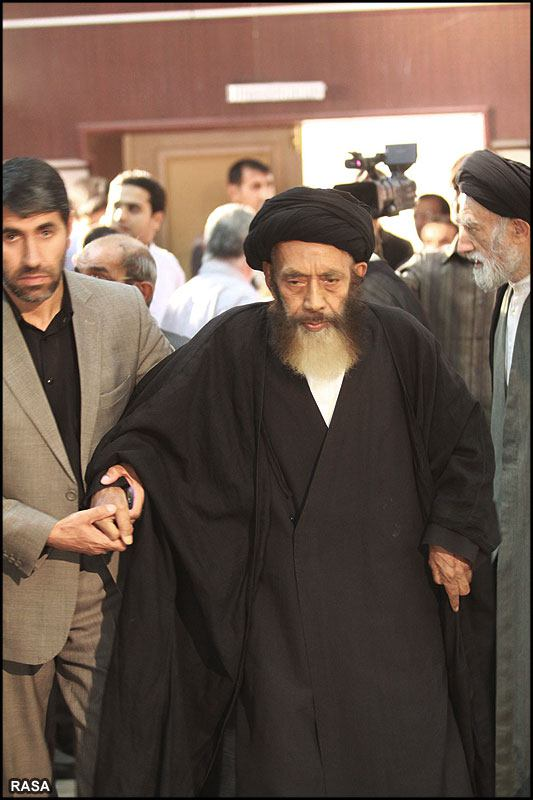
سید طیب جزایری

## تحصیل و تدریس علوم دینی
سید طیب در حوزه علمیه کربلا نزد میرزا مهدی شیرازی و در حوزه علمیه نجف نزد محسن حکیم و جمع دیگری از علمای شیعه آن دوران استفاده کرد. وی از شاگردان دوره‌های اوّل درس سید ابوالقاسم خویی بوده و قبل از سی سالگی از اساتید خود اجازه اجتهاد دریافت کرد. سید طیب جزایری در طول تحصیلات حوزوی خود از اساتیدی همچون، سید محمد علی موسوی جزایری لکهنوی، مفتی سید احمد علی موسوی جزایری لکهنوی، سید محمد جعفر مروج جزایری، سید ابوالقاسم رشتی، میرزا مهدی شیرازی، میرزا عبد الهادی شیرازی، سید حسین حمامی، سید محسن حکیم، سید ابوالقاسم خوئی، سید محمود شاهرودی، سید محمد جواد تبریزی، میرزا محمد حسن یزدی بهره برد.

## اجازه اجتهاد
او در دوران جوانی به اجتهاد رسید و سید محمد جواد تبریزی با قلم خود، اجازه اجتهاد وی را مکتوب نمود. همچنین رساله اجتهاد وی در خصوص نماز جمعه - که با عنوان اللمعة الساطعة فی تحقیق صلاة الجمعة الجامعة در نجف به چاپ رسید- با استقبال علمای بزرگ آن دوران روبه رو شده و تقریظات بسیاری در تأیید آن نگاشته شد. به طوری که میرزا عبدالهادی آن را بهترین اثر تا آن زمان، در خصوص نماز جمعه دانست. از جمله علما و مشایخی که وی را به جهت اجتهاد تأیید نموده‌اند عبارتند از سید احمد علی موسوی جزایری «لکهنو»، سید محسن حکیم «نجف» سید ابوالقاسم خوئی «نجف»، سید محمد جواد تبریزی «نجف»، سید ابوالقاسم رشتی «نجف»، شیخ آغا بزرگ تهرانی «نجف»، سید محمد رضا گلپایگانی «قم»، سید شهاب الدین مرعشی نجفی «قم»، سید احمد خوانساری «تهران».

## سفر به پاکستان

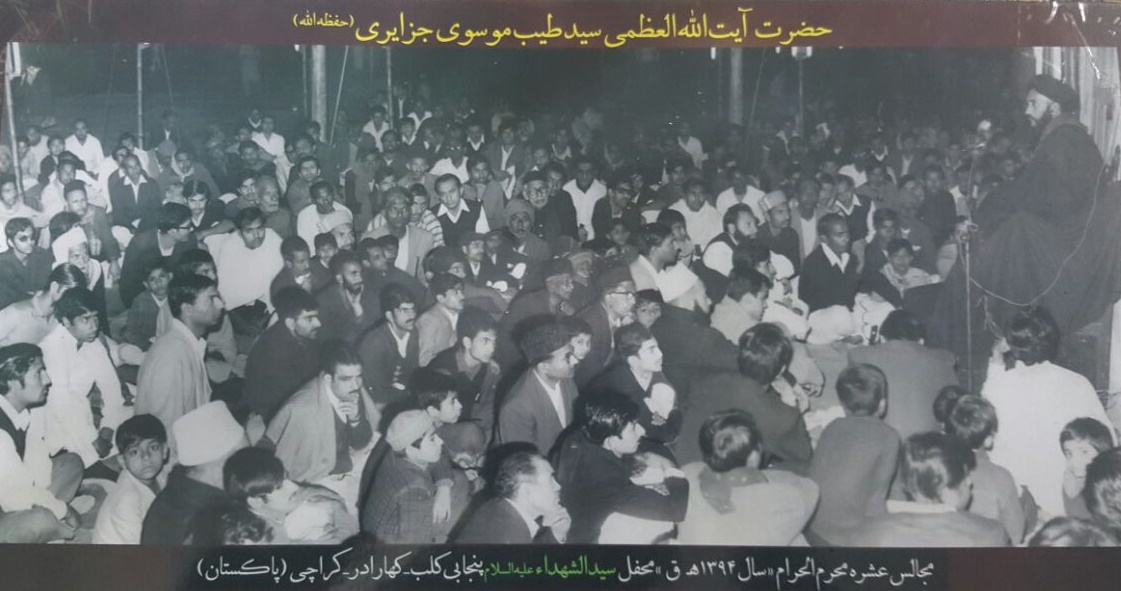
سید طیب جزایری- پاکستان

وی در سال ۱۳۷۷ هجری قمری (۱۳۳۶ هجری شمسی) برای افتتاح مدرسةالواعظین کراچی، عازم پاکستان شد و به مدت دو سال در آن مدرسه، به تدریس علوم دینی پرداخت. وی پس از آن عازم لاهور شد و در جامع علامه حائری، به تربیت طلاب و فعالیت‌های علمی و ترویجی پرداخت. وی در این شهر اداره علوم آل محمد را بنیان نهاد. همچنین سید طیب جزایری در این مدت، امامت جمعه شیعیان لاهور را نیز به عهده گرفت و در مناظرات علمی بسیاری که با حضور علمای سایر مذاهب و ادیان برگزار می‌شد، حضور فعال داشت. وی مدتی بعد به نجف بازگشت و فعالیت‌های خود را در این شهر ادامه داد.

## شاگردان
سید طیب جزایری تدریس خارج اصول و فقه را در مدرسه شبیریه نجف آغاز نمود و عده کثیری از طلاب علوم دینی را تربیت کرد. سپس در مدارس دیگر نیز به امر تربیت طلاب اهتمام ورزید. همچنین درس تفسیر ایشان سالیان متمادی در شهر قم برگزار می‌شد. او همچنین از سال ۱۹۵۵ تا ۲۰۱۳ به ارائه تفسیر قران، با محوریت ولایت امام اول شیعیان همت گمارد. سید محمد تقی تبریزی فرزند آیت الله سید محمد جواد تبریزی «نجف اشرف»، شیخ محسن معلم «در عربستان» شیخ عبد الرسول بیآبی «در عربستان»، شهید جمال آل صفور «بحرین»، سید لوی «بحرین»، حافظ سید جمال اصغر «کانادا»، سید عارف حسین الحسینی «رهبر شیعیان پاکستان»، سید صابر حسین سروی «پاکستان»، سید صابر حسین نقوی «پاکستان»، حافظ سید ریاض حسین نجفی «پاکستان»، شهید غلام حسین نجفی «پاکستان»، سید انوار الکاظم حسنی «پاکستان»، سید سراج الکاظم حسنی «انگلستان»، سید احمد علی عابدی «هند»، سید ابراهیم موسوی جزایری «هند»، سید شمشاد حسین رضوی، سید اسماعیل مظلومی تبریزی «ایران»، سید مصطفی کاشانی «ایران»، سید ولی مرندی، شیخ لطف علی مهری «ایران»، سید جواد بلخی «افغانستان» و عبدالرسول البیابی ازجمله تربیت یافتگان او هستند.

## درگذشت
سید طیب جزایری در بامداد یکشنبه، ۱۵ ربیع الاول ۱۴۳۷ (۱۳۹۴ خورشیدی) در شهر قم درگذشت و در روز ۱۶ ربیع الاول سال ۱۴۳۷ هجری قمری(۱۳۹۴ هجری شمسی) پس از اقامه نماز توسط سید محمدعلی موسوی جزایری (امام جمعه و نماینده ولی فقیه در استان خوزستان) در حرم فاطمه معصومه به خاک سپرده شد.

## آثار و تالیفات

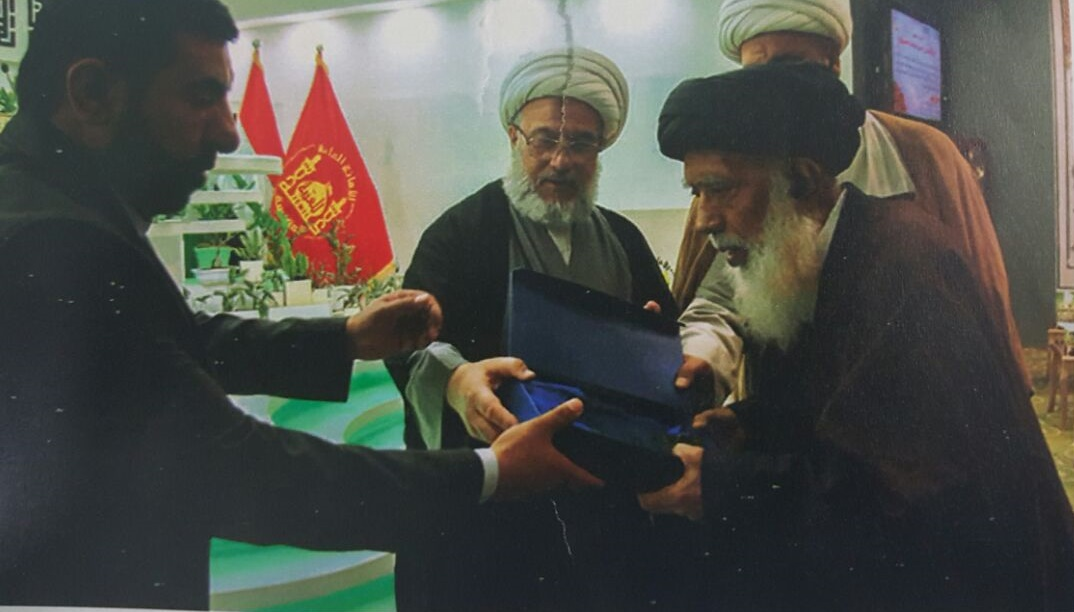
تجلیل از مقام علمی سید طیب جزایری - آستان قدس حسینی

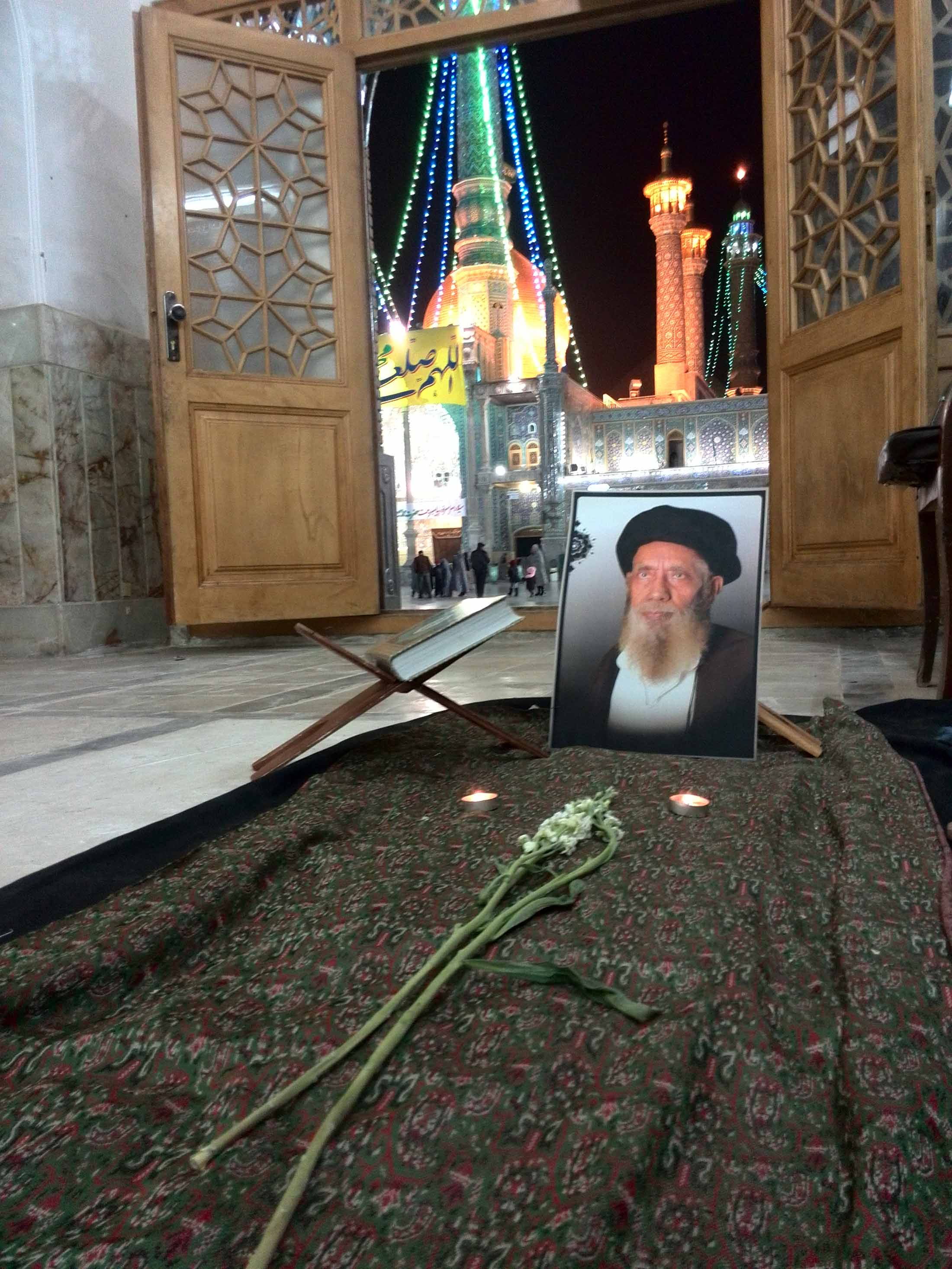
مقبره سید طیب جزایری- قم

از وی حدود صد اثر به جای مانده است. در ذیل به برخی از مشهورترین آثار و فعالیتهای علمی وی اشاره می‌شود:
- اللمعه الساطعه فی التحقیق الصلاه الجمعه (این کتاب که به عنوان رساله اجتهاد جزایری در سال ۱۳۷۴ هجری قمری، در شهر نجف به چاپ رسید)
- ابوتراب، از منظر عایشه و اصحاب
- البراهین الاثنی عشر علی وجود الامام الثانی عشر[۴](این کتاب مشهورترین اثر سید طیب جزایری به شمار می‌رود و در چهار زبان عربی، فارسی، اردو و انگلیسی به چاپ رسیده است)
- تفسیر علی ابن ابراهیم قمی با تهذیب، تحقیق، و تعلیق سید طیب جزایری[۶] (این کتاب در نجف به چاپ رسید و مورد تحسین سید محسن حکیم واقع شد)
- کشف الاسرار فی شرح الاستبصار، اثر برجسته سید نعمت‌الله جزایری با تحقیق، تصحیح، و تشریح سید طیب جزایری
- ریاض الابرار فی مناقب الائمه الاطهار، اثر سید نعمت‌الله جزایری (با تحقیق، تصحیح، و تشریح سید طیب جزایری)
- زهرالربیع جلد دوم تألیف آیتالله سید نعمت‌الله جزایری (با تحقیق، تصحیح، و تشریح سید طیب جزایری)
- ارجح المطالب فی مناقب علی ابن ابی طالب، تألیف عالم اهل سنت عبید الله امر تسری (با تحقیق، تصحیح، و تشریح سید طیب جزایری)
- کوکب دری ترجمه فضایل مرتضوی، تألیف عالم اهل سنت ملا صالح کاشفی (با تحقیق، تصحیح، و تشریح سید طیب جزایری)
- سر الشهادتین فی شهادة الحسن والحسین، تألیف عبد العزیز دهلوی (با تحقیق، تصحیح، و تشریح سید طیب جزایری)
- حق القولین فی مسئلة المسح علی القدمین (تألیف سید طیب جزایری)
- سید جزایری «حالات زندگی سید نعمت‌الله جزایری» (تألیف سید طیب جزایری)
- اوحد الناس در حالات زندگی مفتی عباس (تألیف سید طیب جزایری)
- ابو تراب بر مسند قضا و فصل الخطاب (تألیف سید طیب جزایری)
- آفتاب شهادت (تألیف سید طیب جزایری)
- اسلام کی آرزو (تألیف سید طیب جزایری)
- تاریخ نجف و کربلا (تألیف سید طیب جزایری) ترجمه بحار الانوار حالات حضرت زهرا (تألیف سید طیب جزایری)
- ترجمه بحار الانوار حالات امام حسین (تألیف سید طیب جزایری)
- ترجمه بحار الانوار حالات شام (تألیف سید طیب جزایری)
- ترجمه بحار الانوار دربارهٔ حالات امیر مختار ثقفی (تألیف سید طیب جزایری)
- ترجمه تفسیر نمونه جلد ششم (تألیف سید طیب جزایری)
- ترجمة منتخب الرسائل (تألیف سید طیب جزایری)